# Polylepta dubiosa
Polylepta dubiosa är en tvåvingeart som beskrevs av Enrico Adelelmo Brunetti 1912. Polylepta dubiosa ingår i släktet Polylepta och familjen svampmyggor. Inga underarter finns listade i Catalogue of Life.